# Headshop
Als Headshop (oder Head Shop) bezeichnet man meist kleine Ladengeschäfte, die Zubehör für den Konsum von Cannabis verkaufen.
Verkauft werden etwa Wasserpfeifen, Bongs, Vaporizer oder langes Zigarettenpapier (Longpapers) zum Drehen von Joints, aber auch normale Tabakspfeifen. Darüber hinaus werden häufig Aschenbecher, Feuerzeuge, Pfeifenreiniger, Poster mit angeblich psychedelischen Farbkombinationen, Rastafari-, Hanfblatt- oder mittelalterlich-mythologischen Motiven, seltener auch entsprechend bedruckte Kleidung und Reggae-Musik angeboten.
In Deutschland gab es im Jahr 2016 geschätzte 313 Head- und Growshops. In Österreich gab es 73 und in der Schweiz 33.

## Rechtliche Situation
Headshops sind in Deutschland und Österreich legal, solange die Drogen selbst dort nicht verkauft werden. In einigen anderen Ländern sind sie allerdings illegal, wie zum Beispiel in Frankreich, wenn Feinwaagen oder Artikel mit einem Hanfblattaufdruck angeboten werden.

## Entstehung der Headshops
Headshops entstanden in den 1960er Jahren aus der Hippie-Kultur in San Francisco. Im Jahre 1966 eröffnete Jeff Glick einen Laden mit dem Namen Head Shop in der East Ninth Street in New York City und prägte damit die Bezeichnung für ähnliche Geschäfte. Zunächst siedelten sich die Läden nur im Szeneviertel Haight-Ashbury von San Francisco an, aber schon bald verteilten sie sich über die ganzen USA. Der von Paul-Gerhard Hübsch (1946–2011) im Mai 1968 eröffnete Heidi Loves You-Shop in Frankfurt am Main war der erste seiner Art in Deutschland. Nach einer Razzia wurde der Laden im September desselben Jahres von Polizei und Ordnungsbehörde wieder geschlossen.